# Manchanapura, Malavalli
Manchanapura là một làng thuộc tehsil Malavalli, huyện Mandya, bang Karnataka, Ấn Độ.